# Supporting Caste
Supporting Caste è un album di studio del gruppo hardcore punk canadese Propagandhi, pubblicato il 10 marzo 2009 dalla G7 Welcoming Committee Records e dalla Smallman Records.
L'album si discosta fortemente dai primi lavori della band di Winnipeg, le cui sonorità, in particolare dopo l'inserimento in formazione di David Guillas, si spostano verso influenze sempre maggiori dell'heavy metal, particolarmente progressive. I temi dei testi sono fortemente politicizzati, affrontando temi come il militarismo, il nazionalismo, la disillusione verso la religione, i diritti degli animali, l'urbanismo.

## Tracce
1. Night Letters - 3:53
2. Supporting Caste - 4:58
3. Tertium Non Datur - 3:17
4. Dear Coach's Corner - 4:52
5. This Is Your Life - 1:04
6. Human(e) Meat (The Flensing of Sandor Katz) - 2:48
7. Potemkin City Limits - 3:49
8. The Funeral Procession - 4:15
9. Without Love - 3:50
10. Incalculable Effects - 2:09
11. The Banger's Embrace - 2:13
12. Last Will & Testament - 15:16
(contiene la traccia fantasma Come to the Sabbat, cover dei Black Widow)

## Formazione
- Chris Hannah - chitarra, voce
- Jord Samolesky - batteria
- Todd Kowalski - basso, voce
- David Guillas - chitarra